# ذا رولينج ستونز
الرولينغ ستونز (بالإنجليزية: The Rolling Stones)‏ هي فرقة روك موسيقية إنجليزية تشكلت في مدينة لندن في عام 1962. تضمنت الفرقة في البداية الأعضاء: المغني ميك جاغر، وكيث ريتشاردز، وبرايان جونز، وبيل وايمان، وتشارلي واتس. الفرقة تأثرت بشكل كبير بفناني البلوز والروك الأمريكيين تشك بري ومدي ووترز. بعد أن حصلت الفرقة على شهرة واسعة، أصبحت تنافس فرقة البيتلز.
بلغت شهرتهم مستوى عالٍ في عام 1965 بعد إنتاجهم لأعمال من بينها: The Last Time، وI Can't Get No Satisfaction. تلى ذلك عدد من الأغاني الناجحة مثل: 19th Nervous Breakdown، وPaint It Black. في فترة «صيف الحب» عام 1967 قاموا بإنتاج ألبوم مطول (LP)، وعادوا إلى عالم موسيقى الروك في العام التالي مع أغاني منها: Sympathy for the Devil وJumpin' Jack Flash.
في عام 1969 غادر برايان جونز الفرقة، وعثر عليه (لاحقاً) ميتاً في بركته المائية. حل عازف القيثارة (الإيتار) ميك تايلور بديلاً له في الفرقة، وقد نفذ عدداً من أشهر أغاني رولينغ ستونز مثل: Brown Sugar وTumbling Dice وAngie، قبل أن يرحل عن الفرقة في عام 1974. بعد ذلك أصبح روني وود عازف القيثارة الثاني بالفرقة. صرحت الفرقة في الثمانينات عن نيتها في الافتراق، ولكنها حتى الآن لا تزال نشطة في الساحة الموسيقية العالمية.
في عام 2020 حاولت الفرقة منع الرئيس الأمريكي دونالد ترامب من الاستخدام غير المرخص لأغانيها ضمن حملاته الانتخابية، حيث استخدمت حملة الرئيس في عام 2016 أغنية (أنت لا تستطيع دائما الحصول على ماتريد)، وأعيد استخدامها في حملة أخرى في يونيو 2020. وهددت الفرقة باتخاذ إجراء قانوني يحفظ حقوقها الفكرية.

## أشهر الأعمال الموسيقية
- Out of Our Heads (عام 1965)
- Aftermath (عام 1966)
- Beggars Banquet (عام 1968)
- Let it Bleed (عام 1969)
- Sticky Fingers (عام 1971)
- Exile on Main St. (عام 1972)
- Some Girls (عام 1978)
- Tattoo You (عام 1981)

## وصلات خارجية
- ذا رولينج ستونز على موقع IMDb (الإنجليزية)
- ذا رولينج ستونز على موقع الموسوعة البريطانية (الإنجليزية)
- ذا رولينج ستونز على موقع ميوزك برينز (الإنجليزية)
- ذا رولينج ستونز على موقع رولينغ ستون (الإنجليزية)
- ذا رولينج ستونز على موقع أول ميوزيك (الإنجليزية)
- ذا رولينج ستونز على موقع ديسكوغز (الإنجليزية)

- الموقع الرسمي